# Вольська-Домброва
Вольська-Домброва (пол. Wolska Dąbrowa) — село в Польщі, у гміні Ястшембія Радомського повіту Мазовецького воєводства.
Населення — 105 осіб (2011).
У 1975-1998 роках село належало до Радомського воєводства.

## Демографія
Демографічна структура станом на 31 березня 2011 року:
|          | Загалом | Допрацездатний вік | Працездатний вік | Постпрацездатний вік |
| -------- | ------- | ------------------ | ---------------- | -------------------- |
| Чоловіки | 48      | 8                  | 32               | 8                    |
| Жінки    | 57      | 12                 | 34               | 11                   |
| Разом    | 105     | 20                 | 66               | 19                   |